# Erasmus Quellinus I
Erasmus Quellinus I of wel Erasmus Quellinus de Oude (alternatieve namen: Erasmus Quellinck, Erasme Quellin (I)) (Sint-Truiden, 1584 - Antwerpen, 22 januari 1640) was een Vlaams beeldhouwer ofwel 'antieksnijder'. 

## Levensloop
Hij was de stamvader van een belangrijke Antwerpse kunstenaarsdynastie.  Hij was de vader van de kunstschilder en kopergraveur Erasmus Quellinus de Jonge, de beeldhouwer Artus Quellinus en de graveur en schilder Hubert Quellinus.  Zijn dochter Cornelia Quellinus trouwde met zijn leerling, de beeldhouwer Pieter Verbruggen (I).
Quellinus werd in 1606 meester van het Antwerpse Sint-Lucasgilde. In samenwerking met andere beeldhouwers werkte hij aan de vernieuwing en restauratie van het kerkmeubilair dat was vernield tijdens de beeldenstorm.
In 1635 kreeg hij de opdracht de kansel van het Sint-Elisabethgasthuis van Antwerpen te ontwerpen, een voorbeeld van de Antwerpse vroegbarok. De preekstoel in de Sint-Gummaruskerk van Lier was een andere opdracht voor hem.
Hij was de leermeester van Melchior Charles, Wallerant Vaillant, Joos Sterck (1607); Rombout Claes (1609); Melchior van der Lanen (1612); Hans Franscoys (1614); Hans Bernaert/Beernart (1615) en Christoffel de la Fontaine (1633-34).

## Werk
Erasmus de Oude is vooral bekend als beeldhouwer van werken in navolging van werken uit de oudheid.  Hij maakte naast decoraties ook individuele standbeelden, waarvan er geen bekende exemplaren overleefd hebben.